# Versuch einer gründlichen Violinschule

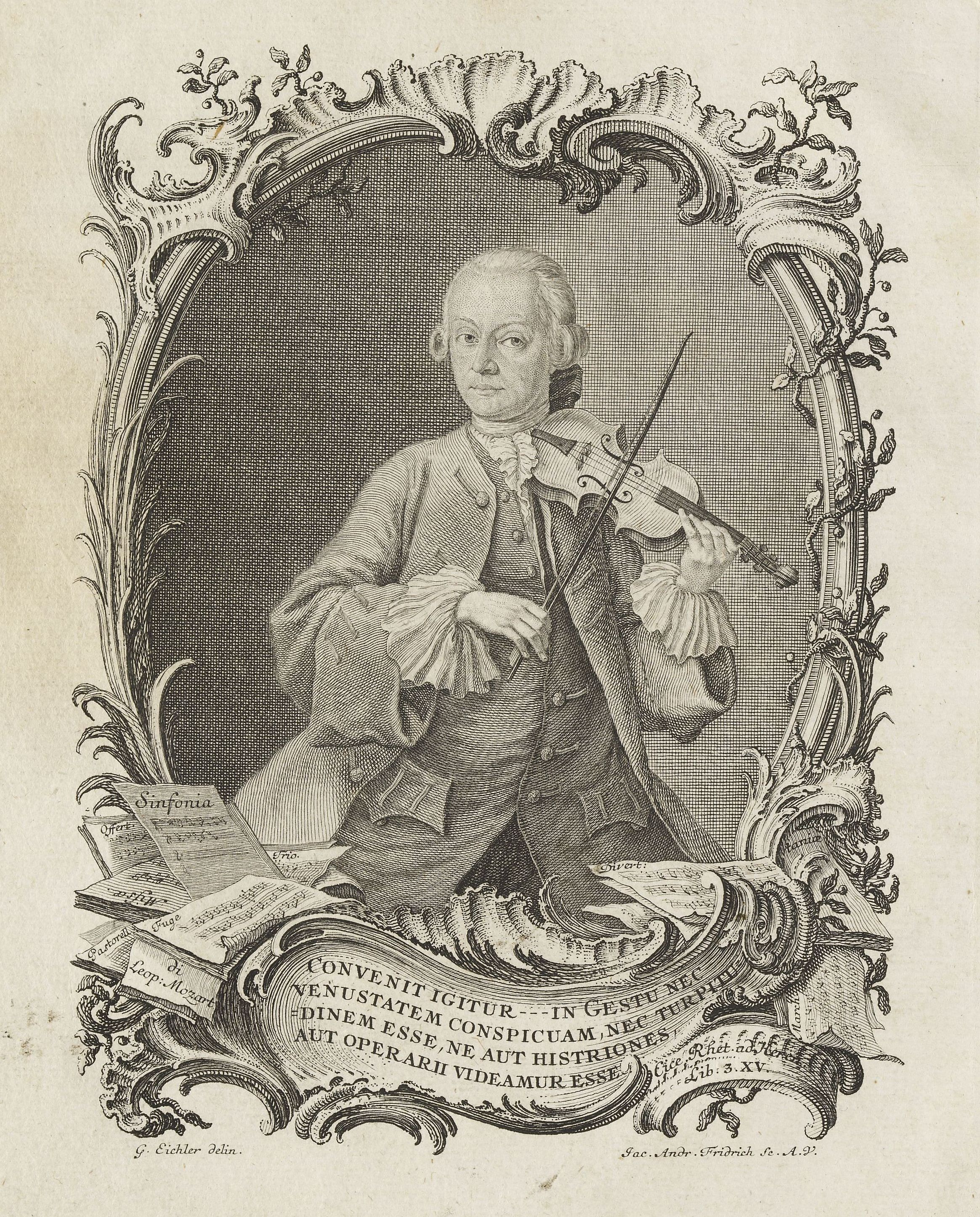
La primera edición de la Escuela de violín de Leopold Mozart, que incluye el retrato del autor. Algunos aspectos de la técnica violinística en su día pueden ser vistos: la ligereza, el arco cóncavo y la ausencia de apoyo del instrumento bajo el mentón o sobre el hombro.

Versuch einer gründlichen Violinschule (en español, Tratado completo sobre la técnica del violín, más conocido como Escuela de violín) es una compilación didáctica para la instrucción en la interpretación violinística, escrito y publicado en 1756 por Leopold Mozart, que fue conocido más por su faceta de excelente teórico que por la de intérprete, aunque sabemos que fue un gran virtuoso del violín. La obra fue influyente en su época, y continuó sirviendo como fuente académica para la práctica de la interpretación durante el siglo XVIII.

## Origen y publicación
El empleo principal de Leopold Mozart fue como músico de la corte, trabajando para el príncipe-arzobispo de Salzburgo. Empezó con un puesto no remunerado en la sección de violín y gradualmente fue ascendiendo en el escalafón musical de la corte, aunque nunca llegó a ocupar el prestigioso título de Kapellmeister. Los salarios en Salzburgo eran bajos, y Leopold complementó sus ingresos dando clases de violín. Existe la evidencia indirecta de que Leopold fue profesor muy hábil, en tanto que sus dos hijos, enseñados exclusivamente por él, se convirtieron en músicos extraordinarios: Maria Anna Mozart (llamada "Nannerl") y Wolfgang Amadeus Mozart.
Leopold escribió su obra durante el año 1755, cuando tenía treinta y seis años de edad. Se encargó de publicarla por sí mismo, asignando la tarea de la impresión a Johann Jakob Lotter, tipógrafo de Augsburgo, la ciudad natal de Leopold. Leopold envió copias de su libro a distintos lugares, algunos de ellos muy lejanos, y recibió su parte de los beneficios cuando se vendieron. Su forma de negocio se describe en una carta del 7 de enero de 1770, que escribió a su esposa Anna Maria Pertl, quien tenía que hacerse cargo de la operación cuando Leopold y Wolfgang estaban viajando por Italia:

<<Pon juntas 12 copias de la Violinschule, y envíalas a la librería de Joseph Wolf, en Insprugg [sic]... Debes adjuntar una breve carta, algo como ésto: Aquí recibes 12 copias de la Violinschule , que mi marido, desde Verona, me ha pedido que te envíe. Puedes guardarlas a comisión, de acuerdo con lo convenido, y vender cada uno a 2fl[orines] 14kr[eutzer] en monedas tirolesas, y reembolsar a mi marido 1 fl. 45 kr. en la misma moneda por cada ejemplar; puede poner esto en el papel y cargar los costes a mi marido en este caso.

La Escuela de violín tuvo éxito en su día, y tuvo otras dos ediciones en Alemania (1769 y 1787), siendo además traducido al holandés (1766) y al francés (1770).

## La obra
Ruth Halliwell resume el meollo de la obra así: <<En el nivel de los comentarios prácticos para mejorar aspectos de la técnica del violín, Leopold muestra a sí mismo que está lleno de sentido común, y es capaz de expresar sus explicaciones en un lenguaje robusto y claro... La obra, junto con la correspondencia [de Leopold] sobre ella [con el tipógrafo Lotter], muestra que Leopold sabía exactamente lo que quería hacer, que tiene opiniones claras sobre cómo los alumnos deben ser enseñados a tocar el violín, que había meditado sobre cómo presentar su material de la manera más clara posible, que deseaba que hasta sus alumnos con una peor situación económica pudiesen comprar el libro, y que estaba dispuesto invertir en ella todo el esfuerzo necesario para conseguir pulir hasta el más mínimo detalle.>>
Halliwell se basó en el estudio de la visión de Leopold de que la instrucción meramente técnica no produciría una buena calidad. Por ejemplo, en relación con un aspecto particular de la técnica del arco, Leopold insistía "que el intérprete pusiese atención en el Affekt (aproximadamente, emoción o afecto) pretendido por el compositor, según lo cual debería elegir la técnica de arco más apropiada para cada caso. Leopold imaginó que el intérprete debía ser capaz de estudiar la pieza compás por compás para hallar el Affekt de la misma... Un elemento [necesario para esto] era una educación lo bastante amplia para abarcar el conocimiento de obras de literatura y poesía, para lograr un estilo cantabile que debe ser el objetivo de todos los instrumentistas, ya que la poesía es la clave para conseguir un buen fraseo en música."
(El propio Leopold Mozart era una persona muy cultivada, con grandes intereses en poesía y en muchas otras áreas del saber humano.).